# Thần thoại Nhật Bản
Thần thoại Nhật Bản hàm chứa các truyền thuyết Thần đạo và Phật giáo cũng như là các tín ngưỡng dân gian dựa trên nông nghiệp. Các vị thần của Thần đạo bao gồm hằng ha sa số các kami (từ Tiếng Nhật mang nghĩa "thần"). Bài viết này chỉ nói về các yếu tố thông thường hiện diện trong thần thoại châu Á, ví dụ như nguồn gốc vũ trụ, các vị thần quan trọng, và những truyền thuyết Nhật Bản nổi tiếng nhất.
Thần thoại Nhật Bản, ngày nay được công nhận rộng rãi trong xu hướng chủ đạo, được dựa trên Cổ sự ký, Nhật Bản thư kỷ, và một số cuốn sách bổ sung. Cuốn Cổ sự ký, tức cuốn sách ghi lại những câu truyện cổ, là cuốn sách về thần thoại, cổ tích và lịch sử Nhật Bản cổ nhất còn tồn tại. Cuốn Shintōshū (Thần đạo tập) mô tả nguồn gốc của các vị thần Nhật Bản từ góc nhìn Phật giáo, trong khi cuốn Hotsuma Tsutae (Tú chân truyền) ghi nhận một phiên bản thần thoại có sự khác biệt đáng kể.
Một đặc điểm nổi bật của thần thoại Nhật Bản là cách nó giải thích nguồn gốc của Hoàng thất Nhật Bản, thứ đã được sử dụng về phương diện lịch sử để ấn định tính chất thần linh vào dòng dõi hoàng gia. Danh xưng của Hoàng đế Nhật Bản, Thiên hoàng (天皇), có nghĩa là "vua của trời".

## Amaterasu và Susanoo
Amaterasu, nữ thần mặt trời hùng mạnh của Nhật Bản, là vị thần nổi tiếng nhất trong thần thoại Nhật Bản. Tuy nhiên mối cừu hận của bà với Susanoo, người em trai bất trị của bà, thì cũng nổi tiếng tương đương và xuất hiện trong một số câu truyện. Một câu truyện kể về những hành vi xấu xa của Susanoo đối với Izanagi, người đã quá mệt mỏi bởi những lời phàn nàn liên tục của Susanoo, đã trục xuất hắn ta tới Yomi. Susanoo bất đắc dĩ phải bằng lòng, nhưng trước hết phải thực hiện một số công việc còn dang dở. Hắn tới Cao Thiên Nguyên để vĩnh biệt chị gái của mình, Amaterasu. Amaterasu biết rằng người em trai khó đoán của mình không có ý gì tốt và đã chuẩn bị cho một trận chiến. "Ngươi tới đây vì mục đích gì?" Amaterasu hỏi. "Để chào tạm biệt," Susanoo trả lời.